# Баркманн, Дженни-Ванда
Дженни-Ва́нда Ба́ркман (нем. Jenny-Wanda Barkmann; 30 мая,1922, Гамбург, Германия — 4 июля, 1946, Гданьск, Польша) — сотрудница вспомогательной службы СС (ауфзеерин) в нацистском концлагере Штуттгоф. Повешена в 1946 году по обвинению в преступлениях против человечности по приговору польского трибунала.

## Биография
Дженни-Ванда Баркман родилась в 1922 году в Гамбурге, где и провела своё детство.
В период с 1940 по декабрь 1943 года работала фотомоделью.
В январе 1944 года она стала надзирательницей СС в концентрационном лагере Штуттгоф, где прославилась жестоким избиением заключённых-женщин, некоторых из них она забивала до смерти. Она также участвовала в отборе женщин и детей в газовые камеры. Она была очень жестокой, но при этом настолько красивой, что женщины-заключенные прозвали её «Прекрасным Призраком».
Баркман бежала из лагеря в 1945 году, когда советские войска начали подходить к Штуттгофу. Но была поймана и арестована в мае 1945 при попытке покинуть вокзал в Гданьске. Она, как говорят, заигрывала с охранявшими её милиционерами и не особо волновалась за свою судьбу. На судебном процессе в Гданьске по делу персонала лагеря Штуттгоф (дело Йоганна Паульса, Герды Штейнгофф и др.) Дженни-Ванда Баркман была признана виновной в совершении преступлений против человечности, после чего ей дали сказать последнее слово. Она заявила: «Жизнь действительно большое удовольствие, а удовольствие, как правило, недолго».
Дженни-Ванда Баркман была публично повешена на Бискупской Горке недалеко от Гданьска 4 июля 1946 года. вместе с Й. Паульсом, Г. Штейнгофф, В. Клафф, Э. Беккер и другими.